# Perna perna
Perna perna är en musselart som först beskrevs av Carl von Linné 1758.  Perna perna ingår i släktet Perna och familjen blåmusslor. Inga underarter finns listade i Catalogue of Life.
Höger och vänster klaff av samma exemplar:

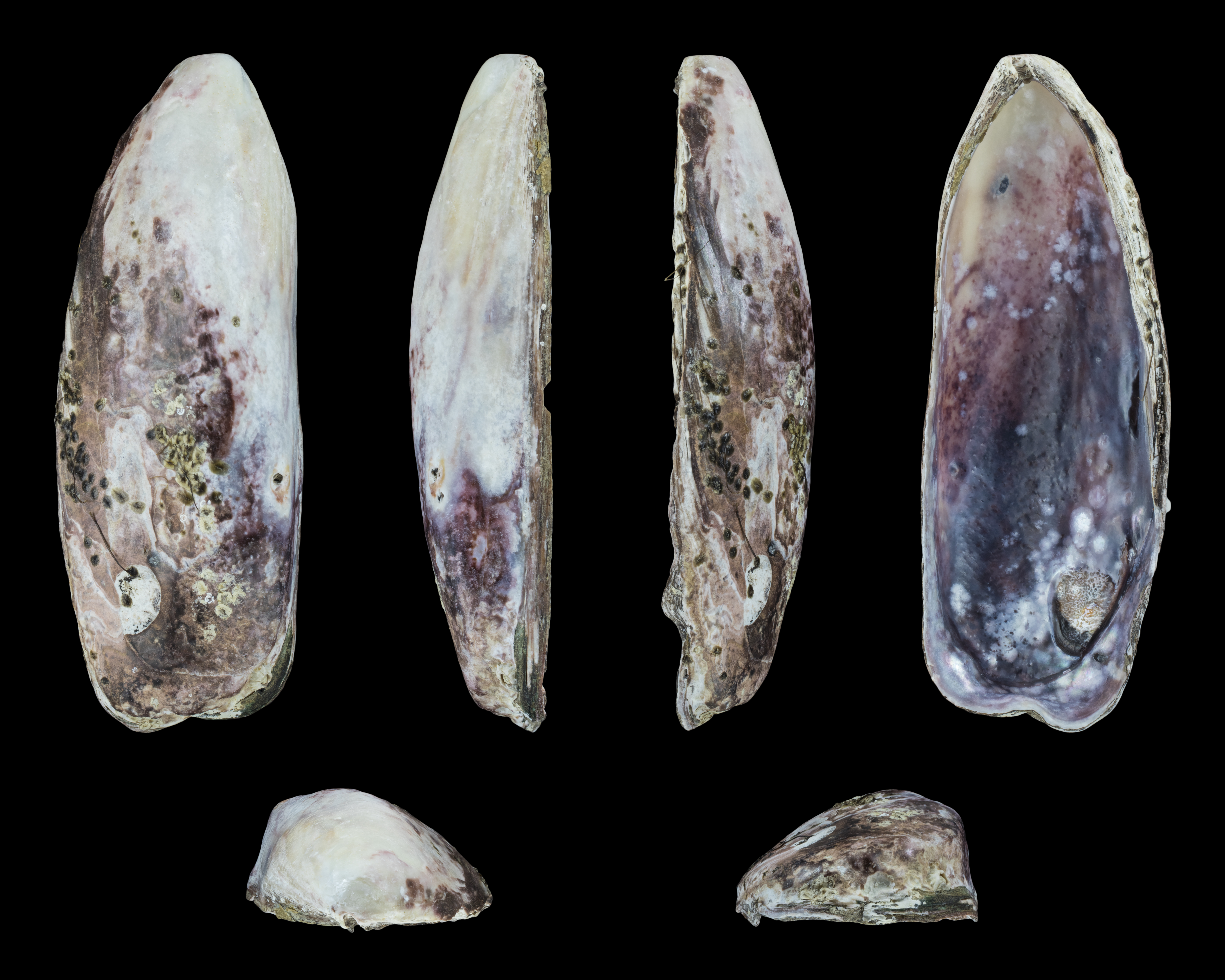
Höger klaff
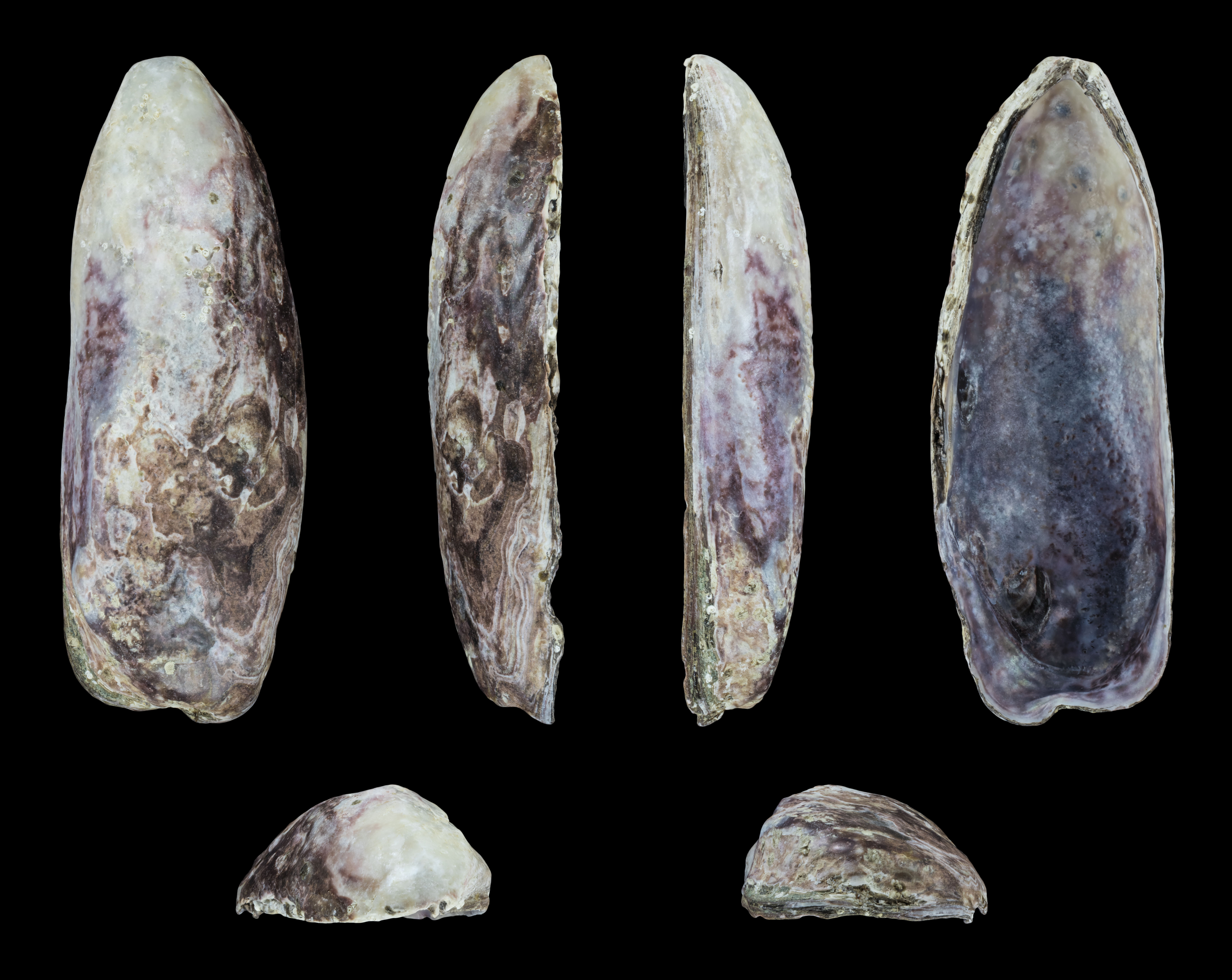
Vänster klaff

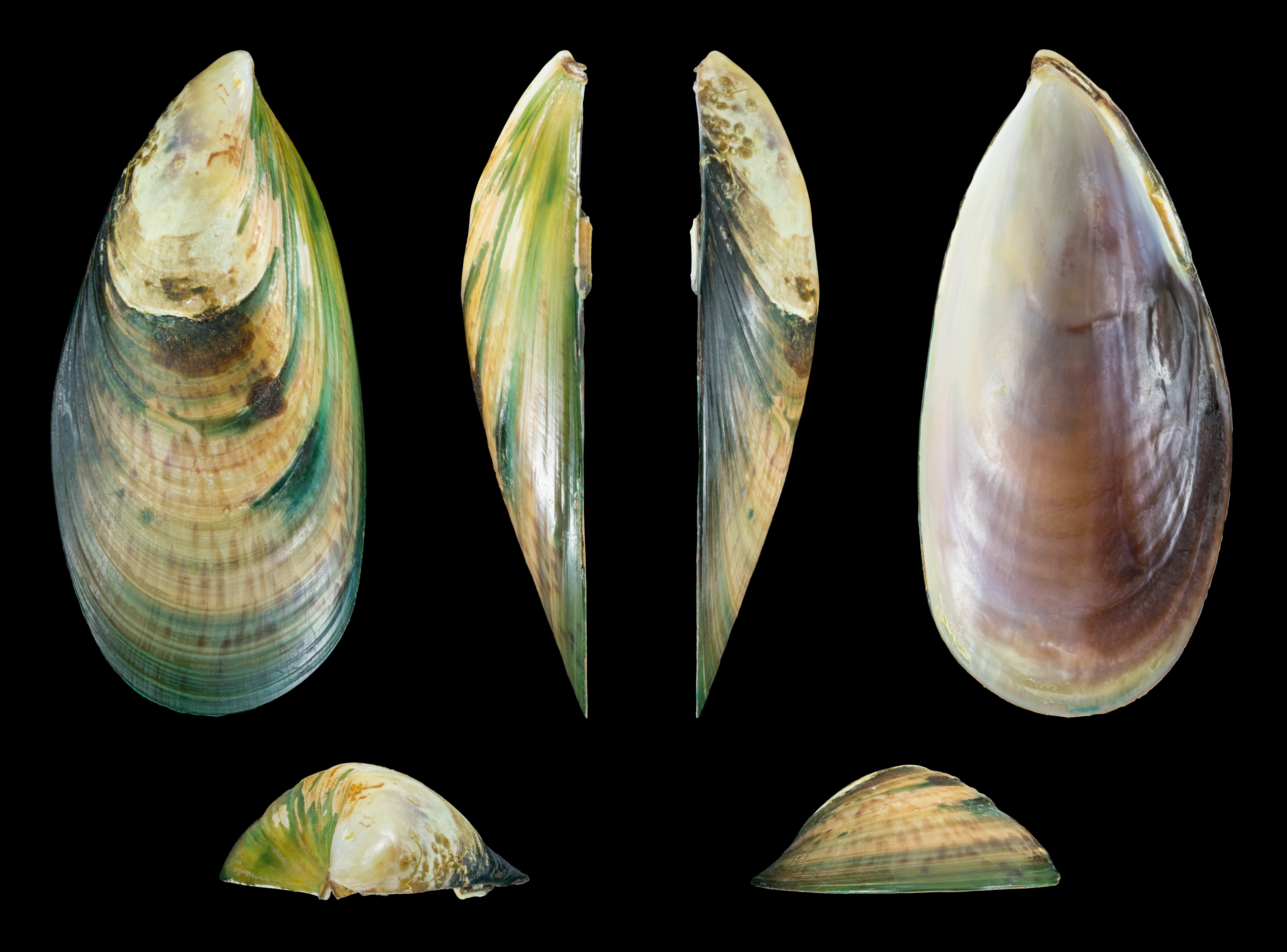
Höger klaff
Vänster klaff

Perna perna var. picta

Höger och vänster klaff av samma exemplar:

Höger klaff
Vänster klaff

Perna perna var. elongata

Höger och vänster klaff av samma exemplar:
- Höger klaff
- Vänster klaff

## Bilder

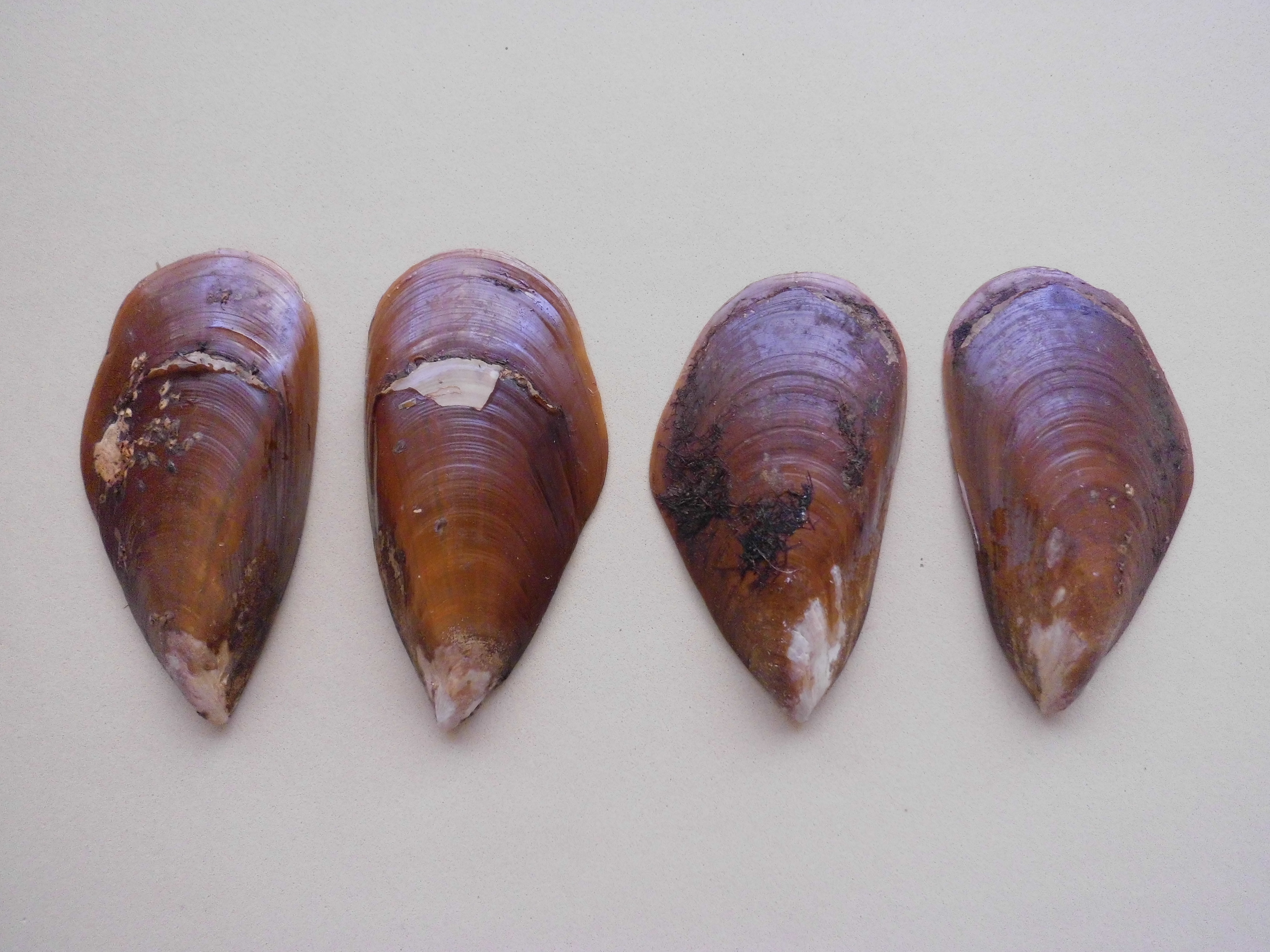
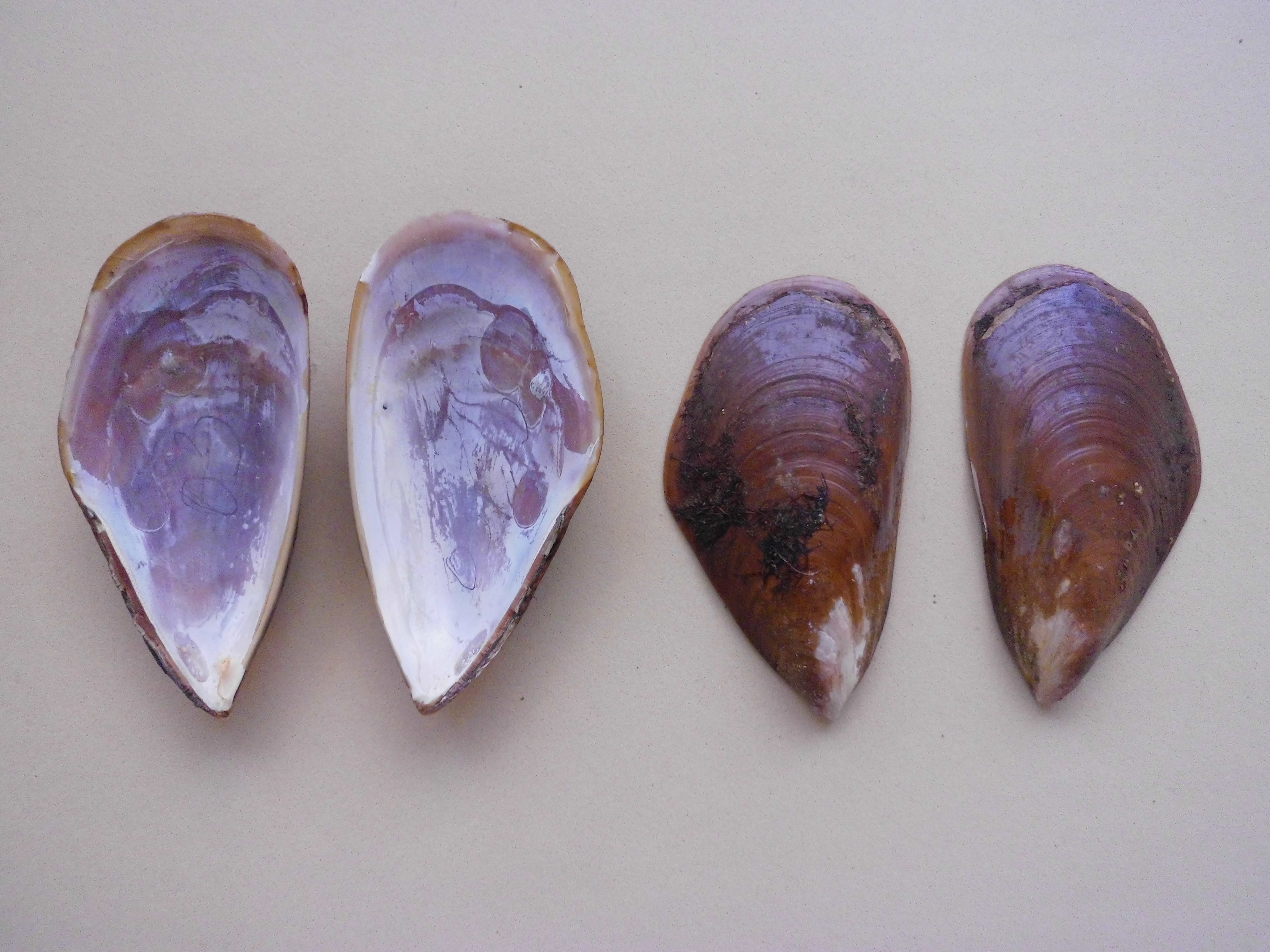
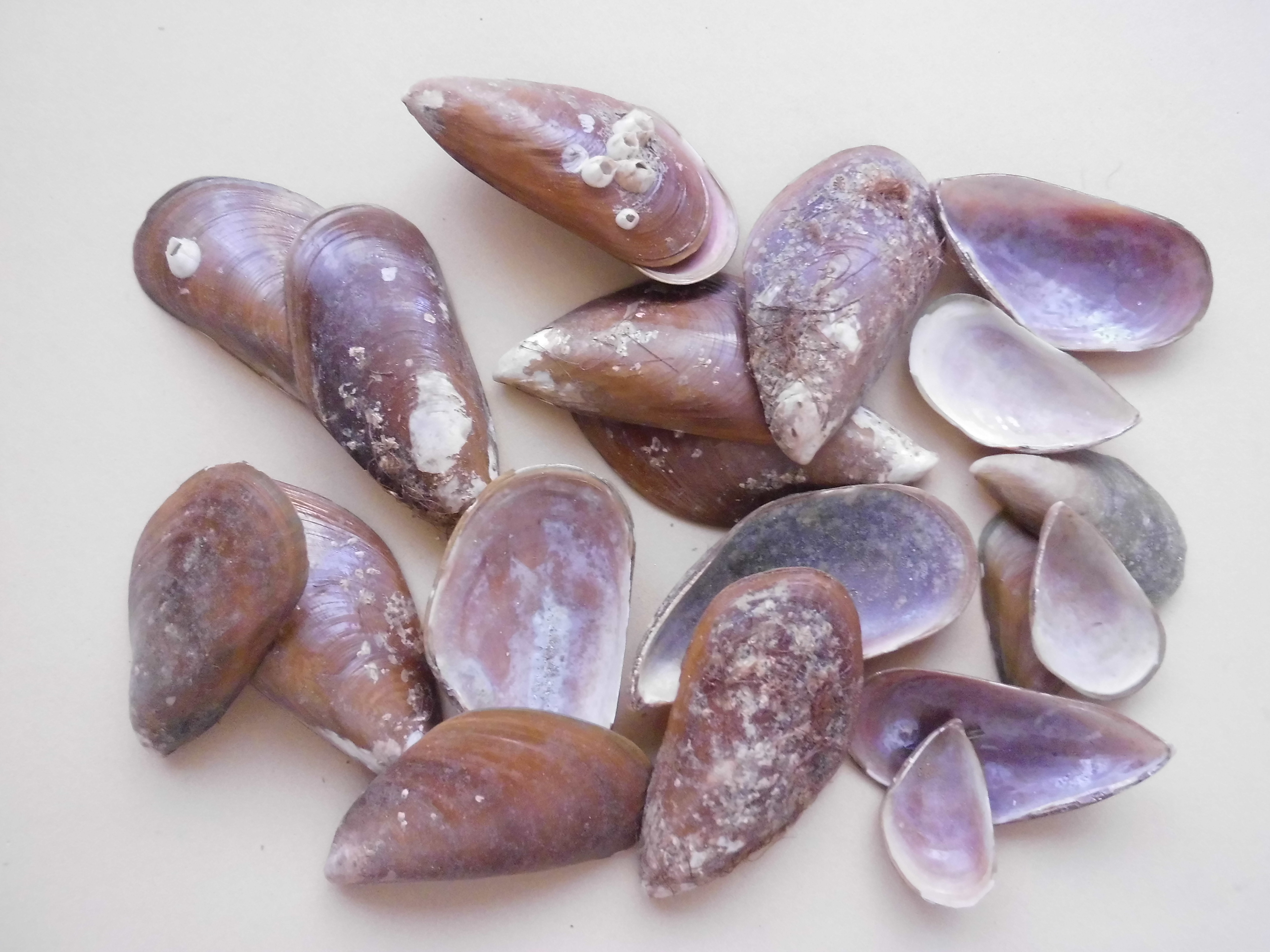